# 魔王様げ〜む!
『魔王様げ〜む!』（まおうさまげ〜む）は、渡島健康による日本のライトノベル。イラストは濱元隆輔が担当している。Gakken（メガミ文庫）より2009年11月から刊行されている。第1回メガミノベル大賞・銀賞を受賞した。

## ストーリー
家の借金を返すべく、父親の命令で魔王ディンゴを倒すために魔王城へ乗り込んだ勇者、レイモンド。しかし、そこで待ち受けていたのは何故か大勢のメイドたち。彼女たちに案内されるまま、魔王への挑戦権を掛けた戦いに臨んだレイモンドだったが、魔王軍の精鋭、近衛メイド隊の前に力尽きてしまう。死を覚悟したレイモンドだったが、彼を待ち受けていたのは魔王によって性転換魔法を掛けられ、メイドとして働かされるとんでもない運命だった。
女の身体と魔王のセクハラに悩み戸惑いつつ、元勇者のメイドライフが始まる。

## 登場人物
登場人物の多くはプロ野球の外国人選手から名前が取られている。
レモン
本作のメインヒロイン兼主人公。本名はレイモンド・スピアマン。男の時は普通の容姿だったが、性転換後は元からの女性も羨む類稀な容貌とスタイルを持つ超美少女になっている。ただし、本人は全く嬉しがっていない。
元は貧乏貴族の三男坊で、魔王退治の勇者になったのも家の借金を返すため。ただし槍の実力は本物で、魔王軍の精鋭百人を一人で全滅させる腕前を持つ。また、その生い立ちから身の回りの世話は自分でしていたため、家事の実力はかなりのもの。しかし料理の腕だけは壊滅的で、その味は毒に耐性のあるディンゴをも一口で昏倒、あるいは爆死させかけた。
性格的には流されやすい所があるものの前向きで、性転換させられ魔王の専属メイドになった事も、魔王を倒す修行の機会だと考えており、ディンゴのアプローチにも必死に抵抗している。ただしのその様は傍からはツンデレにしか見えない。
ディンゴ
当代の魔王。知力、武力、魔力、体力いずれも卓越した美丈夫で、「史上最強魔王」とまで呼ばれる英傑だが、性格的にはナンパで、全ての価値観が「女の子とイチャイチャする事」に繋がる手遅れなスケベである。その女性への欲求は凄まじく、気に入った相手が男なら無理やり性転換魔法で女性化して手元に置こうとする。
魔王になった目的も「愛するメイドたちと平和に暮らすために理想の世界を作る」と言う、高尚なのか低俗なのかわからないものでレモンを呆れさせたが、ある意味では非常に器の大きな人物とも言え、実際城のメイドたちからは絶対の存在として敬愛されている。
ローズ
ディンゴの第一の側近で、魔王軍総司令官。ディンゴの配下の女性たちの中では唯一メイドではない。
自分の身長ほどもある大剣を自在に操るだけでなく、地属性の魔法にも長けており、魔界でも有数の強者。女性であるが故にその実力を認められなかったが、そのため、自分を見出してくれたディンゴには絶対の忠誠を誓っている。また、ディンゴに意見できる数少ない実力者でもあり、しばしば仕事をサボってメイドたちと戯れようとするディンゴを仕事に引き戻すお目付け役でもある。
力の加減が苦手であり、魔王城内で戦闘した場合、城まで壊してしまう。
チェコ
魔王城のメイド長にして近衛メイド隊長。レモンにも劣らないスタイルと美貌の持ち主で、戦闘では雷の魔法を自在に操り、その威力は勇者時代のレモンを一撃で倒したほど。
ディンゴに対する愛もメイドたちの中ではトップクラスで、そのためディンゴに目を掛けられているレモンに激しく嫉妬し、レモンがディンゴに対して少しでも敬意の見えない態度をとると激しくお仕置きをする。そのためレモンは彼女に苦手意識を持っているが、ある意味職務熱心な面の現われだろうと尊敬もしている。
メローニ
近衛メイド隊の一員で、おっとりとした美女。新人メイドの教育係でもある。戦闘では風の魔法を操り、竜巻で大軍を壊滅させたり、高速飛行で敵を翻弄したりと、魔王軍の中でも随一の魔力の持ち主。
他人に悪意を持たない善良な性格で、どんな相手も美点を探し出し褒める名人。しかし、その褒め言葉は性転換した元男の女性陣にとっては、アイデンティティの混乱している所に強烈に浸透してくる洗脳同然の代物であり、彼女に教育された多くの性転換者が完全な女性人格になっている。ある意味では魔王軍で一番恐ろしい人物でもある。
ジェナス
近衛メイド隊の一員。魔族にしては魔力が低く、水の魔法を使えるが目くらまし程度の威力にしかならない。その代わり剣の腕は達人級で、レモンの槍とも互角に渡り合える実力を持つ。
実は元男性で、当時はディンゴの命を狙った刺客だったが、ディンゴの器に感服して配下となった。女性となった現在は中性的な容貌の美少女で、同僚のメイドたちからの人気も高い。また剣だけでなく別の意味での「テクニック」もかなりのもので、女性を篭絡する腕はある意味ディンゴ以上。そのため多くの「妹」がいる。
エルビラ
近衛メイド隊の一員。まだ幼い少女だが、非常に魔力は高く炎の魔法を得意とする。また料理の腕も確かで、幼いながら魔王城の厨房を預かる料理番でもある。
怖いことがあると泣き出してしまう。その際に、無意識に彼女を守るように大量の炎を発生させてしまう癖がある。実際に一度は魔王城を火事にしかけたことがあった。
純粋な魔族ではなく、人間とのハーフ。そのため迫害されていた所をディンゴに助けられ、メイドとして仕える事になった。その健気さでレモンに母性本能を呼び起こさせ、しばしば彼女のアイデンティティを破壊しかける。
ラミーレス
先代魔王の息子。本名はラドウィック。ディンゴとの権力争いに破れ、女性化させられたが、それでも諦めずに反抗の軍を起こした。しかし再び破れ、魔王城のメイドの一員となる。
人形のように整った容貌の美少女で、その美貌により部下である兵士をまとめている。ただし、本人は自分のカリスマだと思っていた。年齢が16歳にもかかわらず、外見的にはエルビラと大差がなく、そのことに触れると激怒する。
本来の姿の彼は、見た者の意識を奪うほどブサイクデブであり、レモンいわく「お人形な少女と酷い男とのギャップが極端すぎる」らしい。
メイドになった後は王妃となることで権力復帰を狙っており、めげない野心家でもある。
複数の属性の魔法を使いこなせる資質を持ち、ドラゴンの血統を持つためにドラゴンへ変身できる能力を持つ。ただし女性時は体の大きさは変わらず、ドラゴンに似せたような女性の姿へ変身する。
実は作中でドラゴンに変身したのが初めての変身であり、それまではドラゴンに変身できない落ちこぼれだった。
キャンベル
ラミーレスの家臣で、本名はランベルト。元男の現メイド。現在ではジェナスの数多き「妹」の一人。
ラミーレス逃亡後も、ディンゴの元に残ってスパイ活動をしていたが、チェコにより発覚し拘束された。その後ジェナスの「調教」によって元男のアイデンティティが陥落し魔王軍へ寝返った。
毒の魔法が得意で、それを活かせば薬も作れる事から、完全に魔王軍の一員となってからは医務室担当をしている。
アイリン・ウェルズ
人間界を統一しているウェルズ王朝の第一王女。レイモンド（レモン）とは幼馴染みの関係にあり、魔界に赴いたまま行方知れずとなったレイモンドを探して魔王城へやってきた。
非常に強気で、ディンゴはもちろんローズやチェコに対しても一歩も引かない。また武術の腕もなかなかで、特に王宮内で携行できる唯一の武器であるナイフを用いた戦闘技術はレモンを追い詰めるほどの実力を持つ。
サミュエル・リー
アイリンの護衛を勤める騎士で、現王妃の弟、つまりアイリンの叔父に当たる。レイモンドの武術の師。国ではその剣技と高潔な人格で知られる優秀な騎士だが、アイリンに従って魔王城へやってきてからは不審な言動が目立つ。

## 用語

### 班（部署）
魔王城で働いているメイド達はそれぞれが何らかの班（部署）に就いており、自身の所属する班（部署）のチーフの指揮の下に職務を遂行している。
警備班
2巻エピローグにて新設された班。魔王城内を見回り、城内で何らかのトラブルが起こった際には迅速に対処してトラブルの解決を図る班。チーフメイドはレモンが務める事になった。
接客班
役所の受付に改装された1階ロビーにて、受付嬢として接客業務を行う班。チーフメイドはメローニが務めている。
洗濯班
魔王城で出る洗濯物の洗濯を行う班。水の魔法を得意とするメイドで構成されている模様。チーフメイドはジェナスが務めている。
料理班
魔王城で出される全ての料理を調理する班。主に水の魔法や火の魔法、風の魔法を得意とするメイドで構成されている模様。エルビラが所属している。
庭木班
魔王城の庭やそこに植えられた植物等を管理する班。主に植物の魔法を得意とするメイドが所属している模様。ラミーレスが所属している。
清掃班
魔王城内の清掃を行う班。主に風の魔法を得意とするメイドが所属している模様。

### 役職
魔王城に設置されている特別な役職
最高司令官
魔王城を統括し、魔王城精兵百人を指揮する魔王城のナンバー2。ローズが就いている役職。魔王の次に偉いのだが、ディンゴの性格に問題がある上にディンゴがローズに頭が上がらないため、実質的には魔王城のナンバー1である。
近衛メイド隊
有事の際には魔王を守るために戦う役職。魔王を守護する重要な役職であるため、生半可な実力では加入する事が許されないメイドの中の精鋭中の精鋭で構成される近衛隊。当初メンバーはチェコ、メローニ、ジェナス、エルビラの4人だったが、2巻のエピローグにてレモンが加入した事により5人になった。
魔王専属メイド
魔王に付き、魔王の身の回りの全てを担当するメイド。魔王城全メイド憧れの的で、レモンが就いている役職。2巻ではこの役職をめぐってラミーレスと争った。
メイド長
すべてのメイドを統括、指揮するメイドのトップ。チェコが就いている役職。

### 魔法
魔力を有する魔物や魔族のみが行使する事のできる力（人間は魔力を有しないので行使できない）。各個人の資質や魔力量によって、得意な魔法や不得意な魔法、魔法の規模や威力が異なる。基本的には得意な魔法のみ、つまり一人一種類のみ（一種類に特化）と言うのが一般的なようだが、各個人の資質によってはラミーレスの様に複数の種類の魔法を使いこなす事が可能である。
性転換魔法
ディンゴしか使用しない魔法。男性を女性に化けさせるだけの単純なものではなく、”その男性が女性に生まれていたらどう成長し、どんな容姿になっていたか”をシミュレートする高等魔法である。この魔法は使用者つまりディンゴに解除させる以外に解除する方法がなく、ディンゴを倒しても解除されない。属性は不明だが、行使する際に手から煙のような黒い空気が発生する。
女性を男性にすることも可能だが、ディンゴの信念（スケベ心）からそのように使われることは絶対にない。
火の魔法
近衛メイドのエルビラが得意としている火を発生させる魔法。発生させた”魔法の火”は火力を調整するなどの操作が可能。また、応用で熱操作が可能。
水の魔法
近衛メイドのジェナスが得意としている水を発生させる魔法。空気中の水分を集めて水弾として飛ばしたり、地下水を汲み出したりすることが可能。
雷の魔法
メイド長で近衛メイドのチェコが得意としている雷（電気？）を発生させる魔法。中空や指先に雷（電気）の塊を発生させ、それを雷として対象に落としたり、電流として流し込んだりすることが可能。そのため雨雲を必要とせず、屋外屋内問わず使用できる。雷（電気）の塊のまま操作できるかは不明。
風の魔法
近衛メイドのメローニが得意としている大気を操作する魔法。高速で飛行したり、竜巻で対象を吹きとばしたり、声に形を与え質量と威力を付加したりする事が出来る。
土の魔法
最高司令官のローズが得意としている大地を操作する魔法。地震を起こしたり、地面を隆起させたり、土石流を起こしたりするなど範囲が大規模になるため使い勝手が悪い。その分威力はけた外れ。
氷の魔法
ラミーレスが使用した魔法。ラミーレスは空気中の水分を凍らせて氷の礫を作り出して飛ばした。
植物の魔法
2巻にて庭木班に配属されたラミーレスが新たに会得した魔法。草木などの植物の成長速度に干渉したり、植物自体を操作する事が可能。作中にて無から植物を発生させた様に見て取れる描写があるが、事前に種を植えていたり、事前に種を所持していた可能性があるため、実際に無から植物を発生させていたかは不明。
毒の魔法
医務室付きナースのキャンベルが得意とする魔法。詳細は不明。
闇の魔法
魔王ディンゴが得意とする魔法。詳細不明。
光の魔法
使用者無し（2巻現在）。光を発生させるようだが、詳細は不明。

### 魔法道具
魔法を応用して作り出された生活を豊にする便利道具。魔王城では日常的に使用されている。
マイク
「風」の魔法が封じ込めてあり、遠くまで声を伝達することができる。見た目、用法ともに実際のマイクと同じ。
シャワー
「水」の魔法と「火」の魔法が封じ込めてあり、無からお湯を作り出すことができる。見た目、用法ともに実際のシャワーと同じ。
ランプ
「光」の魔法が封じ込めてあり、城内を明るく照らしている。見た目、用法ともに実際の照明器具と同じ。
洗濯機
｢水」の魔法が封じ込めてあり、服をきれいにすることができる。見た目、用法ともに実際の洗濯機と同じ。

## 既刊一覧
- 渡島健康（著）・濱元隆輔（イラスト） 『魔王様げ〜む!』 Gakken〈メガミ文庫〉、全3巻
  1. 2009年12月8日初版発行（11月26日発売[2]）、ISBN 978-4-05-903542-8
  2. 2010年6月8日初版発行（5月27日発売[3]）、ISBN 978-4-05-903545-9
  3. 2012年8月23日発行開始（電子書籍）